# Christian Bache
Christian Peter Mathias Bache (14. oktober 1830 i København – 27. maj 1910 på Frederiksberg) var en dansk embedsmand og gehejmekonferensråd, far til Carl Otto Bache.
Han var søn af kancellist i Generalitetet, krigsråd, senere kontrollør ved Den kongelige militære Klædefabrik Ludvig Bache (1802-1875) og Hansine født Callesen (1803-1862), blev 1847 student fra Det von Westenske Institut og tog 1854 juridisk embedseksamen. 1855 blev han ansat som assistent i Indenrigsministeriets landvæsenskontor, konstitueredes 1859 som kancellist og forblev i denne stilling, indtil kancellistposterne ophævedes i maj 1860, blev i slutningen af 1861 fuldmægtig og ekspeditionssekretær i landvæsenskontoret, konstitueredes 1868 som chef for kommunekontoret og udnævntes 1869 til direktør for Indenrigsministeriets 1. departement.
Efter at have haft dette embede i tyve år blev Bache 16. april 1889 (fra 1. oktober) udnævnt til stiftamtmand over Sjællands Stift og amtmand over Københavns Amt og fik efter endnu tyve års tjeneste 18. marts 1909 (fra 31. samme måned) afsked fra statstjenesten.
Ved siden af denne sin hovedvirksomhed beklædte Bache forskellige andre stillinger. Således var han fra 1858-69 docent i landboret ved Landbohøjskolen og desuden i længere tid amanuensis hos Sjællands biskop samt i vinterhalvåret 1865-66 konstitueret som amtmand på Bornholm. 1875 blev han medlem af direktionen for Frederiks Hospital og røgtede dette hverv, indtil direktionen ophævedes ved kgl. resolution af 2. oktober 1882. Endelig var han siden Landmandsbankens oprettelse 1871 regeringens tilsynshavende ved banken. Fra 1889 var han formand for valgbestyrelsen for 2. Landstingskreds og fast formand for Overlandvæsenskommissionen i Københavns og Roskilde Amtsrådskredse.

## Hæder
Han blev justitsråd 1869 (frasagde sig titlen 1871), kammerherre 1892 og ved sin afgang 1909 gehejmekonferensråd. Bache blev 2. september 1872 Ridder af Dannebrogordenen, 14. juli 1874 Dannebrogsmand, 27. december 1876 Kommandør af 2. grad og 21. december 1878 Kommandør af 1. grad. 8. april 1898 fik han Storkorset.
18. november 1864 ægtede han i Vor Frue Kirke Marie Sophie Amalie Kierrumgaard (25. juli 1842 i København - 8. november 1913 på Frederiksberg), datter af havnekontrollør i København, justitsråd Hans Christian Frederik Kierrumgaard (1804-1881) og Birgitte Marie født Fog (1815-1886).
Han er begravet på Frederiksberg Ældre Kirkegård.